# Imageboard

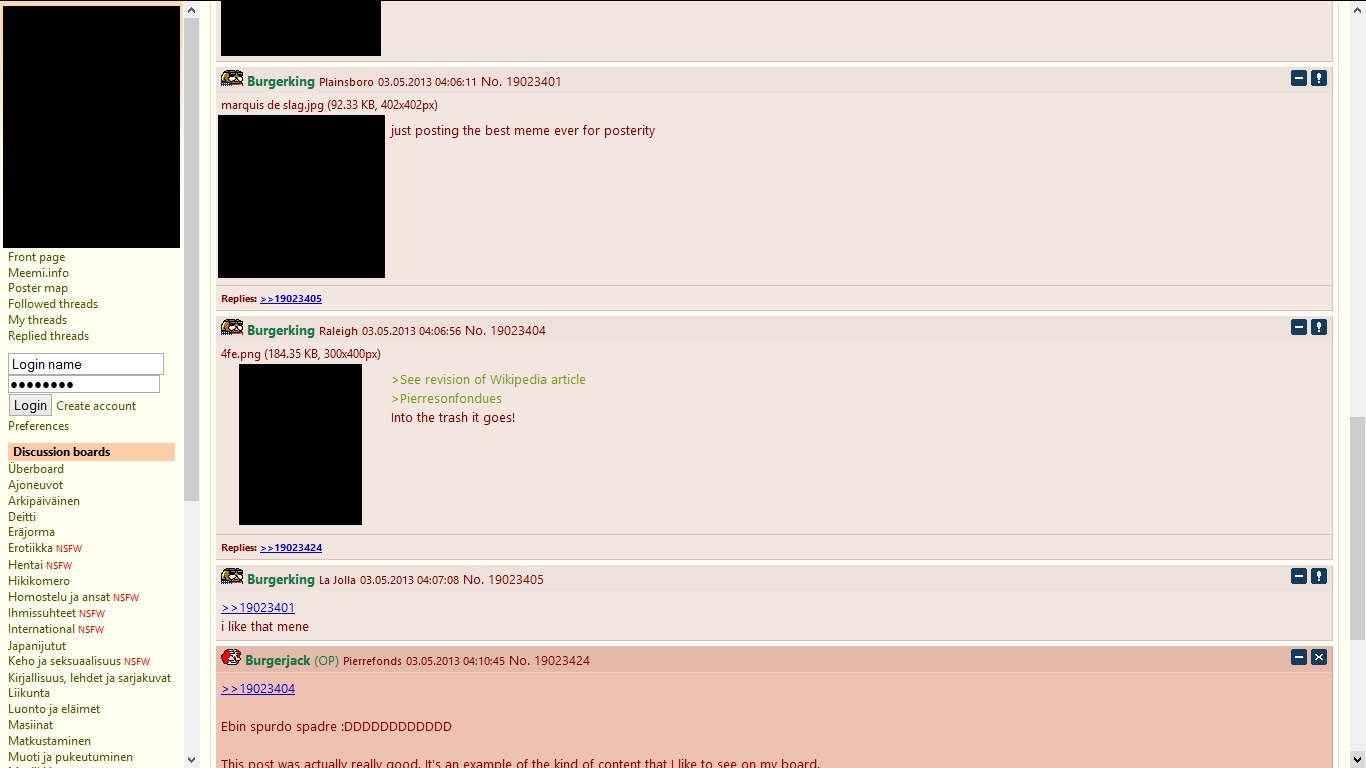
Screenshot z finského imageboardu Ylilauta

Imageboard (nebo též zkráceně chan, což je zkrácená forma slova channel) je typ internetového fóra, na kterém se kromě diskuse publikují i obrázky. První imageboard byl vytvořen v Japonsku, což mělo za následek, že imageboardy v angličtině se obvykle zabývají japonskou kulturou, především anime a manga.

## Terminologie
Mezi základní termíny mimo jiné patří:
- Bump (上げ age, zkráceně pro 上げる ageru) – pokud se tento příkaz uvede do pole určený pro e-mail, způsobí to, že se příspěvek vrátí na začátek stránky (potažmo boardu).
- Sage (下げ sage, zkráceně pro 下げる sageru) – pokud se tento příkaz uvede do pole určený pro e-mail, bude to mít za následek, že se příspěvek nevrátí na začátek, ale bude postupovat směrem do ztracena.

## Příklady
- 2chan (Futaba Channel) – založený v roce 2001. Mezi tematické boardy patří pornografie, sport a ramen.[1]
- 4chan – založený v roce 2003. Design je založený na Futabě.[2]
- czchan – Český anonymní imageboard inspirovaný 4chan-em.[3]
- 7chan – spin-off 4chan-u.
- Soyjak.party – založena v roce 2020 anonymným uživatelem "Soot." Hlavním tématem fóra jsou wojakové, hlavně subvarianta nazývaná "soyjak".[4]